# Pitcairnia lopezii
Pitcairnia lopezii är en gräsväxtart som beskrevs av Lyman Bradford Smith. Pitcairnia lopezii ingår i släktet Pitcairnia och familjen Bromeliaceae. Inga underarter finns listade i Catalogue of Life.